# Индийская перевёртка (почтовая марка)
«Индийская перевёртка», или «Перевёрнутая голова», — филателистическое название одной из первых стандартных почтовых марок Британской Индии 1854 года (Yt #5a; Sc #6c).

## Описание
Номинал 4 анны. Марка восьмиугольная, отпечатана с красной рамкой и синим рисунком, на котором повторялся портрет королевы Виктории с английских марок, выпущенных в 1847—1848 годах. Марка напечатана методом литографии на бумаге с водяным знаком листами по 12 экземпляров. Марки печатались Геодезическим ведомством (англ. Survey Office) Калькутты. Общий тираж составил 206 040 экземпляров.

## История
В 1854 году Индия стала тринадцатой по счёту колонией, выпустившей официальные общегосударственные почтовые марки четырёх номиналов: ½, 1, 2 и 4 анны. На всех был помещён портрет королевы Виктории. В течение 20 лет ценность этой серии определялась тем, что она была первой общеиндийской.
В 1874 году на собрании филателистического общества в Лондоне выставили экземпляр марки в 4 анны, портрет королевы на котором был отпечатан в перевёрнутом виде. Значительно позднее компания «Стэнли Гиббонс» приобрела большую партию индийских писем. Сортируя конверты, директор фирмы Чарльз Дж. Филлипс обнаружил конверт с двумя марками в 4 анны с перевёрнутым портретом. Марки были отделены от конверта и проданы.
В 1890 году аналогичный конверт с двумя перевёртками приобрёл филателист Томас К. Тейплинг, бывший в то время вице-президентом Лондонского королевского общества. В настоящее время этот конверт хранится в Лондоне в Британском музее, которому Тейплинг завещал свою коллекцию марок.
Следующий неизвестный экземпляр перевёртки в 4 анны в гашёном виде появился в 1954 год]у на аукционе Хармера в Лондоне. Марка была выставлена Мэри Линч из Новой Зеландии и происходила из коллекции, полученной ею за 20 лет до того в наследство от двоюродной бабушки. Перевёртку продали за 3600 фунтов стерлингов.

## Филателистическая ценность
Сегодня индийская перевёртка в 4 анны считается самой знаменитой филателистической ошибкой в Азии. Она произошла при печатании марки, когда четыре матрицы с портретом королевы и две с рамкой часто использовались в различных комбинациях. При одной из таких комбинаций листы были ошибочно вставлены в пресс после того, как на них уже были напечатаны рамки. Ошибка была обнаружена и исправлена в процессе печати, однако ещё до этого часть листов уже поступила в продажу.
Предполагается, что всего было отпечатано два, а может быть, и более листов с перевёрнутым портретом. До настоящего времени обнаружено 22 экземпляра редкой ошибки — 20 гашёных и 2 чистые марки. Большинство из них обрезаны по форме рисунка — восьмиугольника, и лишь несколько остались в форме прямоугольника. Последние оцениваются намного выше.